# Surveyor 7
Surveyor 7 war die siebte und letzte Sonde der US-amerikanischen Raumfahrtagentur NASA im Rahmen des Surveyor-Programms. Das Surveyor-Programm war Nachfolger des Ranger-Programms. Die Ergebnisse des Programms sollten die erste bemannte Mondlandung vorbereiten. Surveyor 7 war die fünfte US-amerikanische Sonde, die weich auf dem Mond landete und Daten und Bilder übermittelte. Sie war wie Surveyor 5 und Surveyor 6 mit einem Alphapartikel-Röntgenspektrometer und einer erweiterten Instrumentierung ausgestattet.

## Mission

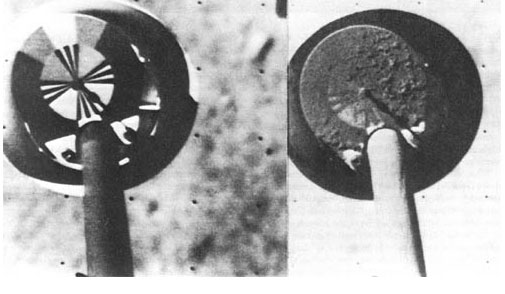
Auswirkungen des Abgasstrahls auf die Mondoberfläche

Surveyor 7 startete am 7. Januar 1968 an Bord einer Atlas-Centaur-Rakete von der Startrampe LC-36 der Cape Canaveral Air Force Station. Eine Kurskorrektur am 7. Januar verlief problemlos. Am 9. Januar landete Surveyor 7 ungefähr 40 Kilometer nördlich des Kraters Tycho. Im Gegensatz zu den vorhergehenden Sonden, die alle in der Nähe des Mondäquators gelandet waren, hatte man sich bei dieser Mission für eine Landung weiter südlich entschlossen. Dadurch sollten auch Daten über andere Mondregionen gesammelt werden. Am ersten Mondtag übermittelte die Sonde 20.993 Bilder, von denen einige mithilfe eines Polarisationsfilters erstellt wurden. Durch den erstmaligen Einsatz der Filter wurden Mineralien anhand des Brechungsindex erkannt. Das Spektrometer sammelte rund 33 Stunden lang Daten von unterschiedlichen Punkten. Eine Reaktivierung am zweiten Mondtag war problemlos und Surveyor 7 sendete weitere Bilder und Daten. Am 21. Februar endeten die Funksignale. Insgesamt übermittelte diese Sonde 21.038 Bilder.
Mit einem Oberflächenprobenehmer, der aus einer an einem Pantographenarm befestigten Schaufel bestand, konnten Mondpartikel  aufgenommen werden, während sie fotografiert wurden.